# Fuerza de tareas

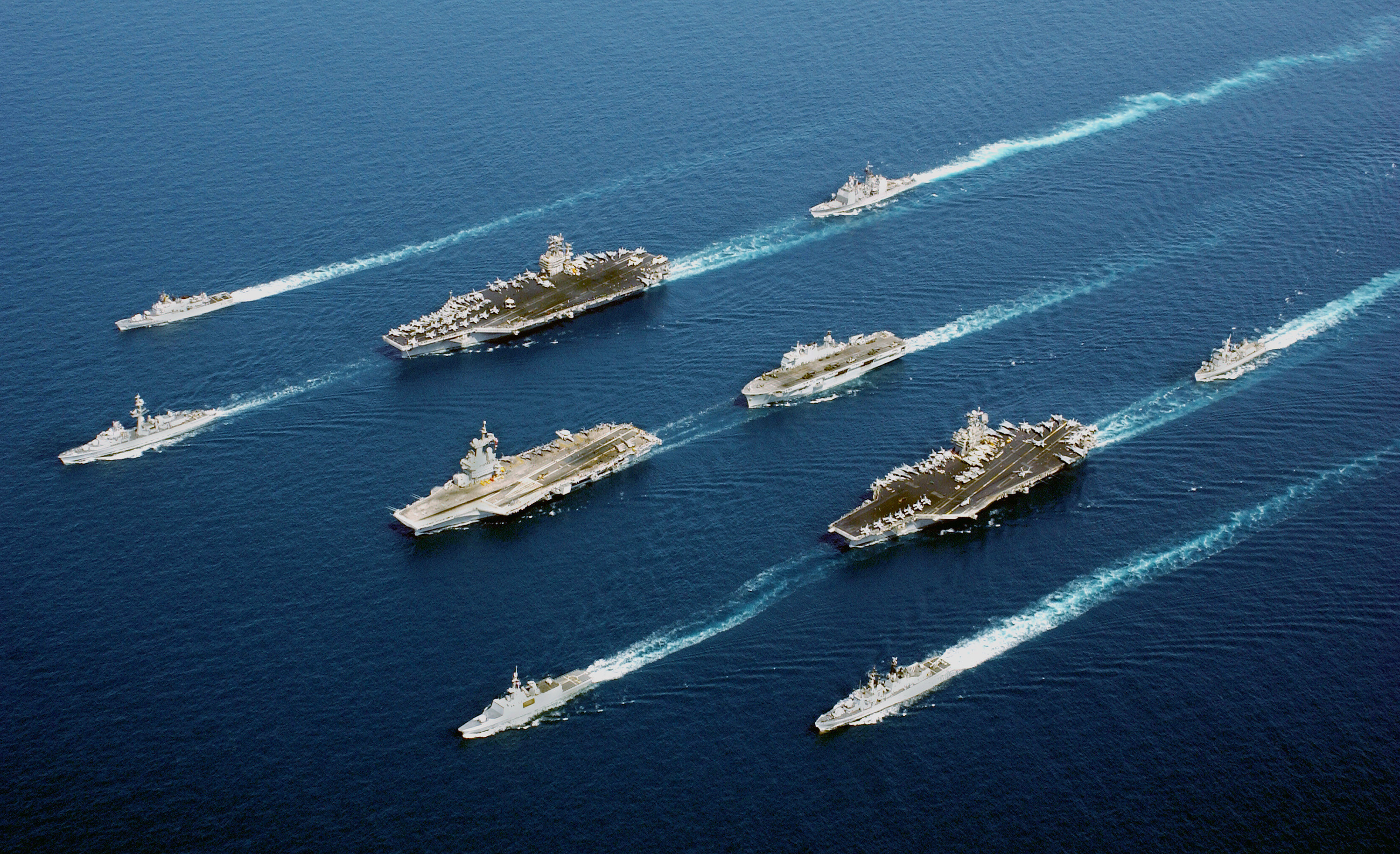
Un grupo de batalla de cuatro portaaviones con sus escoltas; USS John C. Stennis (Armada de los Estados Unidos), Charles de Gaulle (Armada de Francia), USS John F. Kennedy (Armada de los Estados Unidos), HMS Ocean (Royal Navy) y sus barcos de escolta, año 2002.

Una fuerza de tareas o fuerza operativa (en inglés: task force) es una unidad temporal establecida para trabajar en una operación o misión concreta. Se disuelve una vez finalizada su misión.
Inicialmente fue introducida por la Armada de los Estados Unidos. El término ahora ha ganado popularidad para el uso general y es una parte de la terminología de la OTAN. 
También puede ser un tipo de unidad operativa de algunos ejércitos de tierra.
Muchas organizaciones no militares crean ahora destacamentos de fuerzas o grupos de tarea para las actividades temporales que podrían haber sido realizadas asimismo por comités ad hoc.
Las fuerzas de tareas se establecen sobre un área geográfica o la base funcional cuando la misión tiene un objetivo específico limitado y no requiere el control general centralizado de logística.

## Organización
Según el modelo estadounidense, también seguido por la OTAN y por otros países, las fuerzas navales temporales constituidas para el desempeño de una determinada misión pueden ser:
1. fuerza de tareas: bajo mando de un general;
2. grupo de tareas: normalmente, bajo mando de un oficial superior;
3. unidad de tareas: subdivisión, eventual, de un grupo operacional;
4. elemento de tareas: corresponde a un buque individual.

## Ejemplos de fuerzas operativas
- Joint Task Force Bravo: integrada en el Mando Sur estadounidense (Belice, Guatemala, Honduras, El Salvador, Nicaragua, Costa Rica y Panamá).
- Joint Task Force Guantanamo: unidad encargada de la base de Guantánamo, en el sudeste de la isla de Cuba.
- Joint Task Force Lebanon: fuerza internacional de la ONU en el Líbano (aunque está bajo administración estadounidense).
- Joint Task Force-Global Network Operations: organización que coordina las acciones militares estadounidenses en todo el mundo.
- Fuerza de Tareas 317, creada y constituida por la Marina Real británica para la guerra de las Malvinas.

También se puede tratar de una fuerza comercial o equipos comerciales.